# Zygogeomys trichopus
La tuza de Michoacán (Zygogeomys trichopus) es una especie de roedor de la familia de los geómidos y la única representante del género Zygogeomys. Es endémica de México y solamente se distribuye en zonas templadas del norte del estado de Michoacán.
Los individuos adultos miden en promedio entre 32 y 34 cm; las hembras son ligeramente más pequeñas que los machos. La cola mide 10 u 11 cm. El pelaje es gris muy oscuro, iridiscente. Tienen ojos muy pequeños debido a sus hábitos subterráneos. Otra característica distintiva es la presencia de una zona desnuda en el rostro; la cola es casi desnuda.
Construyen sus galerías hasta 2 m por debajo de la superficie, y al excavarlas producen un montículo cónico característico, de poco más de 2 m de altura. No salen de sus túneles, por lo que son difíciles de observar. Habitan en bosques de pino, pero también en campos de cultivo, a altitudes promedio de 2000 m s. n. m. (metros sobre el nivel del mar) en el Eje Neovolcánico. Se ha registrado en cuatro áreas: cercanías del Pico de Tancítaro, en el Cerro Patamban, en Nahuatzen y en Pátzcuaro. Por lo limitado de su distribución, la Unión Internacional para la Conservación de la Naturaleza la considera una especie en peligro de extinción.